# Jani Tuppurainen
Jani Tuppurainen (ur. 30 marca 1980 w Oulu) – fiński hokeista, reprezentant Finlandii.

## Kariera
- Kiekko-Laser U20 (1998-1999)
- LiKi (1998-1999)
- Chicago Freeze (1999-2001)
- Kiekko-Oulu (2001-2002)
- Hokki (2002-2005)
  -  Kärpät (2003)
- KalPa (2005-2008)
- Färjestad BK (2008)
- JYP (2008-2012)
- Donbas Donieck (2012-2013)
- JYP (2013-2021)
- Jukurit (2021)
- Brûleurs de Loups de Grenoble (2021-2022)

Wychowanek klubu Kiekko-Ketut. W latach 2008–2012 i ponownie od 1 maja 2013 zawodnik klubu JYP. W kwietniu 2021 przeszedł do Jukurit. W grudniu 2021 przeszedł do francuskiego zespołu Brûleurs de Loups de Grenoble. W połowie 2022 ogłosił zakończenie kariery.
Uczestniczył w turnieju mistrzostw świata edycji 2012.

## Sukcesy
Klubowe
- Srebrny medal mistrzostw Finlandii: 2010 z JYP
- Złoty medal mistrzostw Finlandii: 2009, 2012 z JYP
- Puchar Kontynentalny: 2013 z Donbasem
- European Trophy: 2013 z JYP
- Brązowy medal mistrzostw Finlandii: 2015, 2017 z JYP
- Złoty medal mistrzostw Francji: 2022 z Brûleurs de Loups

Indywidualne
- SM-liiga (2010/2011):
  - Piąte miejsce w klasyfikacji asystentów w fazie play-off: 7 asyst[5]
- SM-liiga (2011/2012):
  - Trzecie miejsce w klasyfikacji asystentów w sezonie zasadniczym: 34 asyst[6]
  - Siódme miejsce w klasyfikacji kanadyjskiej w sezonie zasadniczym: 51 punktów[7]
  - Trzecie miejsce w klasyfikacji strzelców w fazie play-off: 7 goli[8]
  - Siódme miejsce w klasyfikacji asystentów w fazie play-off: 8 asyst[9]
  - Drugie miejsce w klasyfikacji kanadyjskiej w fazie play-off: 15 punktów[10]
  - Pierwsze miejsce w klasyfikacji +/- w fazie play-off: +12[11]
  - Najlepszy zawodnik w fazie play-off (Trofeum Jariego Kurri)
- European Trophy 2013:
  - Trzecie miejsce w klasyfikacji kanadyjskiej całego cyklu: 12 punktów
- Liiga (2014/2015):
  - Piąte miejsce w klasyfikacji asystentów w sezonie zasadniczym: 34 asysty[12]
  - Trzecie miejsce w klasyfikacji kanadyjskiej w sezonie zasadniczym: 51 punktów[13]
  - Trzecie miejsce w klasyfikacji +/- w sezonie zasadniczym: +20[14]
- Liiga (2015/2016):
  - Piąte miejsce w klasyfikacji strzelców w fazie play-off: 5 goli[15]
- Liiga (2017/2018):
  - Szóste miejsce w klasyfikacji asystentów w sezonie zasadniczym: 33 asysty[16]
  - Trzecie miejsce w klasyfikacji kanadyjskiej w sezonie zasadniczym: 54 punkty[17]